# غالاتاس (هانيا)
غالاتاس (Γαλατάς) هي مدينة في خانيا في اليونان.
يبلغ عدد سكانها حوالي 2420 نسمة.